# Nyctibiidae
Ibijaux
Ordre
Famille
Genres de rang inférieur
- Nyctibiinae
  - Nyctibius
  - Phyllaemulor
- †Parapreficinae
  - †Paraprefica

Répartition géographique
Les Nyctibiidae (communément appelés les ibijaux) sont une famille d'oiseaux de l'ordre des Nyctibiiformes et apparentés aux engoulevents et aux podarges. Les membres de cette famille était autrefois inclus, avec les engoulevents, dans l'ordre des Caprimulgiformes. Il existe sept espèces réparties en deux genres en Amérique centrale et en Amérique du Sud tropicales. Des fossiles indiquent qu'ils habitaient également l'Europe au Paléogène.
Les ibijaux sont des insectivores nocturnes qui n'ont pas les soies autour de la bouche que l'on trouve chez les vrais engoulevents. Ils chassent depuis un perchoir comme la pie-grièche ou le moucherolle. Pendant la journée, ils se perchent à la verticale sur des souches d'arbres, camouflés pour ressembler à une partie de la souche. L'œuf tacheté unique est pondu directement au sommet d'une souche.
En Argentine et en Bolivie, ils sont connus sous le nom de « kakuy » ou « cacuy », du quechua qui signifie « rester ». Au Brésil, on les appelle « urutau », du guarani guyra « oiseau » et tau « fantôme ».

## Évolution et taxonomie

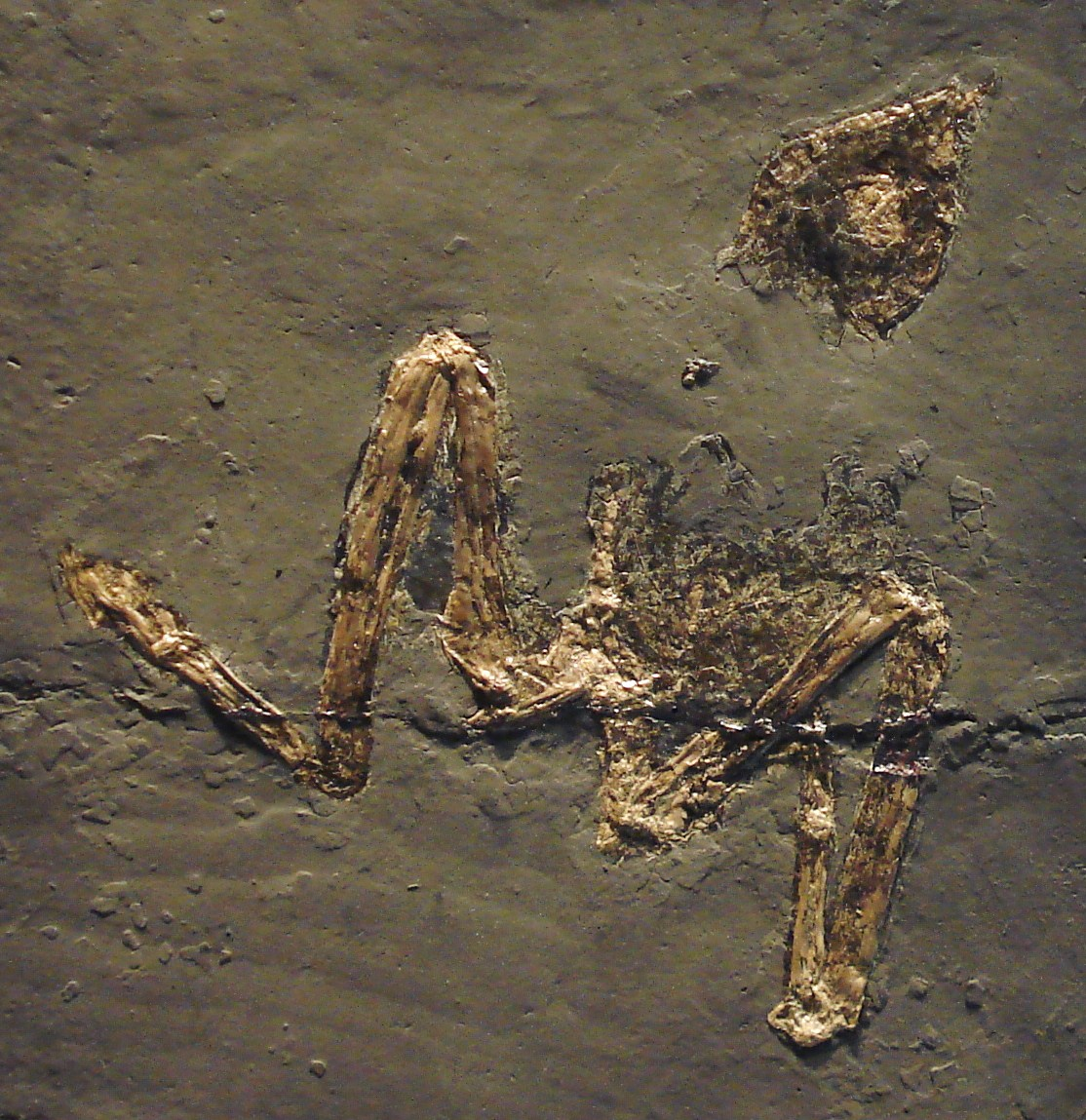
Fossile de Paraprefica.

Les ibijaux d'aujourd'hui se rencontrent exclusivement dans les Amériques, mais ils avaient apparemment une répartition beaucoup plus étendue dans le passé. Des restes fossiles d'ibijaux datant de l'Éocène ont été trouvés en Allemagne. Un squelette complet du genre Paraprefica a été trouvé à Messel, en Allemagne. Il présentait un crâne et des pattes similaires à celles des ibijaux modernes, ce qui suggère qu'il pourrait s'agir d'un proche parent précoce des ibijaux modernes. Étant donné que les seuls fossiles autres que ces fossiles anciens qui ont été trouvés sont des fossiles récents d'espèces éteintes, on ne sait pas si la famille avait autrefois une répartition mondiale qui s'est contractée, ou si cette répartition, à l'origine limitée à l'Europe, s'est déplacée vers les Amériques.
Une étude de l'ADN mitochondrial des ibijaux réalisée en 1996 a confirmé la monophylie de la famille, bien qu'elle n'ait pas confirmé l'hypothèse précédente selon laquelle elle était étroitement liée au guacharo des cavernes. L'étude a également révélé une grande divergence génétique entre les espèces, suggérant que ces espèces sont elles-mêmes très anciennes. Le niveau de divergence est le plus élevé de tous les genres d'oiseaux, étant plus typique de la divergence entre les genres ou même les familles. L'ibijau jamaïcain a longtemps été considéré comme la même espèce que l'ibijau gris, mais les deux espèces ont maintenant été séparées sur la base de leurs cris. Malgré cela, il n'existe aucun moyen morphologique de séparer les deux espèces.
La famille des Nyctibiidae a été introduite (sous le nom de Nyctibie) en 1853 par les naturalistes français Jean-Charles Chenu et Œillet des Murs. Avant cela, ses espèces étaient classées dans les Caprimulgidae,.

### Liste des espèces
La famille Nyctibiidae comprend sept espèces réparties en deux genres :
- Famille Nyctibiidae Chenu & Des Murs, 1851
  - Sous-famille Nyctibiinae Chenu & Des Murs, 1851
    - Genre Phyllaemulor Costa, Whitney, Braun, White, Silveira & Cleere 2018
      - Ibijau roux, Phyllaemulor bracteatus (Gould 1846)

    - Genre Nyctibius Vieillot 1816
      - Grand Ibijau, Nyctibius grandis (Gmelin 1789)
      - Ibijau à longue queue, Nyctibius aethereus (zu Wied-Neuwied 1820)
      - Ibijau jamaïcain, Nyctibius jamaicensis (Gmelin 1789)
      - Ibijau gris, Nyctibius griseus (Gmelin 1789)
      - Ibijau des Andes, Nyctibius maculosus Ridgway 1912
      - Ibijau à ailes blanches, Nyctibius leucopterus (zu Wied-Neuwied 1821)

Avant 2018, Nyctibius était considéré comme le seul genre existant au sein des Nyctibiidae ; cependant, une étude réalisée cette année-là a révélé une profonde divergence entre l'ibijau roux et toutes les autres espèces du genre, ce qui a conduit à le décrire dans le nouveau genre Phyllaemulor et à élargir le nombre de genres au sein de la famille. Cette étude a été suivie par le Congrès ornithologique international en 2022.
En outre, le genre fossile Paraprefica, le seul membre de la sous-famille éteinte Parapreficinae, est connu de l'Éocène d'Allemagne (le site de Messel), marquant la plus ancienne preuve fossile d'ibijau. Le genre fossile Euronyctibius, de l'Oligocène de France, était autrefois considéré comme un ibijau, mais l'analyse soutient qu'il s'agit plutôt d'un proche parent du guacharo des cavernes (famille Steatornithidae),.

## Description
Les Ibijaux sont une famille très conservatrice en apparence, toutes les espèces se ressemblant beaucoup ; les descriptions des espèces dans la littérature ornithologique soulignent leur apparence inhabituelle. Les Ibijaux mesurent entre 21 et 58 cm de longueur. Ils ressemblent aux engoulevents, une famille étroitement liée (Caprimulgidae). Ils ressemblent également aux podarges d'Australasie, qui sont plus trapus et ont un bec beaucoup plus lourd. Ils ont une tête proportionnellement grande pour la taille de leur corps et de longues ailes et queues. La grosse tête est dominée par un bec massif et large et d'énormes yeux. Dans le traitement de la famille dans le Handbook of the Birds of the World, Cohn-Haft décrit les Ibijaux comme « un peu plus qu'une bouche et des yeux volants ». Le bec, bien que grand et large, est également court, dépassant à peine le visage. Il est délicat, mais possède une « dent » unique sur le bord tranchant de la mandibule supérieure qui peut aider à la recherche de nourriture. Contrairement aux engoulevents étroitement liés, les Ibijaux n'ont pas de soies rictales autour de la bouche. Les pattes et les pieds sont faibles et ne servent qu'à se percher.
Les yeux sont grands, plus grands encore que ceux des engoulevents. Comme chez de nombreuses espèces d'oiseaux nocturnes, ils reflètent la lumière des lampes de poche. Leurs yeux, qui peuvent être visibles pour les prédateurs potentiels pendant la journée, ont des fentes inhabituelles dans les paupières, qui permettent aux ibijaux de détecter le mouvement même lorsque leurs yeux sont fermés. Leur plumage est cryptique, ce qui les aide à se fondre dans les branches sur lesquelles ils passent leurs journées.

## Répartition et habitat
Les ibijaux ont une répartition néotropicale. Ils s'étendent du Mexique à l'Argentine, la plus grande diversité se trouvant dans le bassin amazonien, qui abrite cinq espèces. On les trouve dans tous les pays d'Amérique centrale et d'Amérique du Sud. On les trouve également sur trois îles des Caraïbes : la Jamaïque, Hispaniola et Tobago. Les ibijaux sont généralement très sédentaires, bien que l'on signale occasionnellement des vagabonds, en particulier des espèces qui ont voyagé sur des navires. Toutes les espèces vivent dans les forêts humides, bien que quelques espèces vivent également dans des forêts plus sèches.

## Comportement

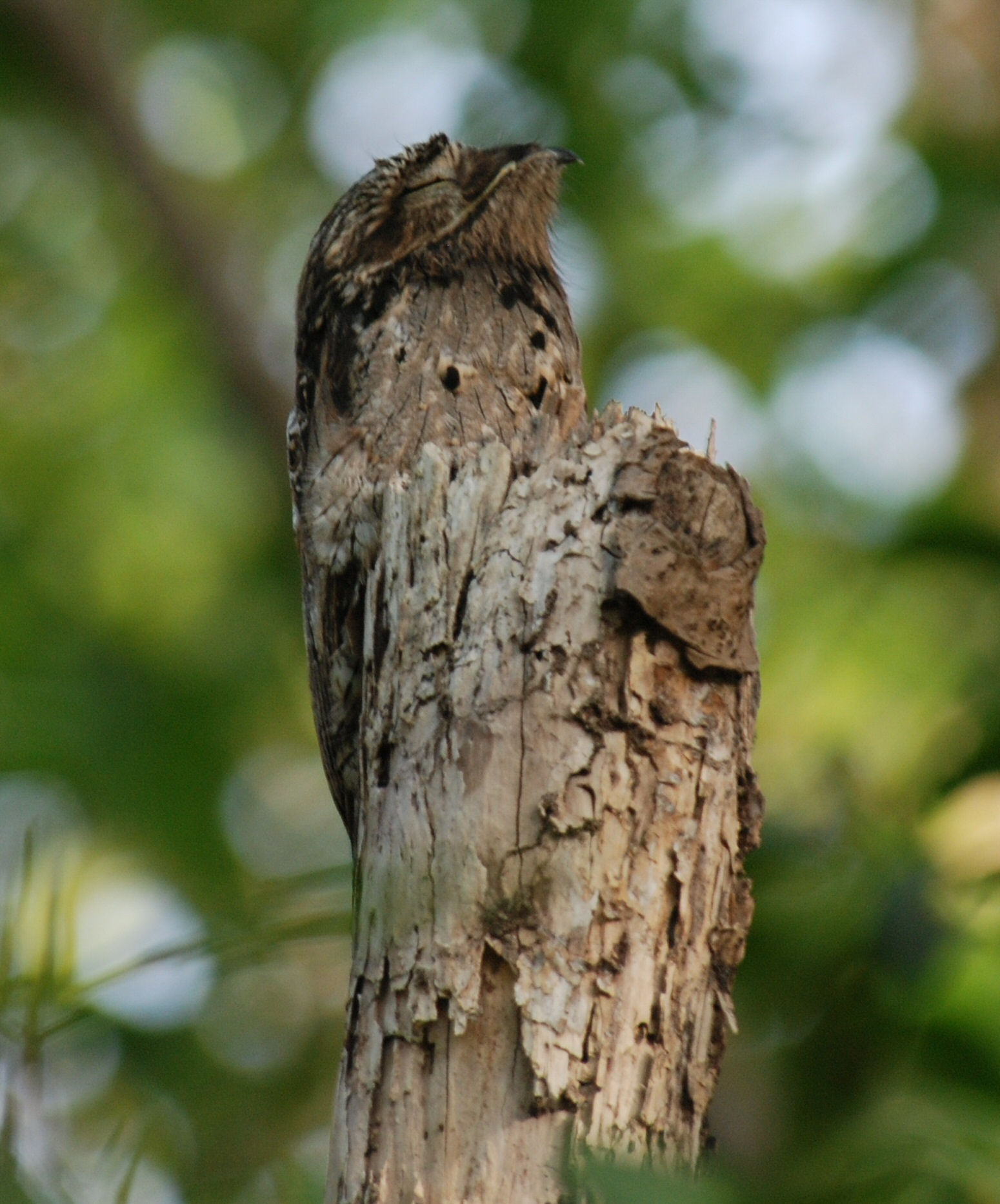
Ibijau gris camouflé sur une souche.

Les ibijaux sont très nocturnes et ne volent généralement pas pendant la journée. Ils passent la journée perchés sur des branches, les yeux mi-clos. Avec leur plumage cryptique, ils ressemblent à des souches et s'ils détectent un danger potentiel, ils adoptent une position « figée » qui ressemble encore plus à une branche cassée,. La transition entre la position perchée et la position figée est progressive et à peine perceptible pour l'observateur.
Le zoologiste anglais Hugh Bamford Cott (en) (1900-1987), décrivant Nyctibius griseus comme « ce merveilleux oiseau », écrit qu'il « choisit habituellement le sommet d'une souche dressée comme réceptacle pour son œuf, qui occupe généralement un petit creux juste, et seulement juste, assez grand pour le contenir… la souche choisie avait lancé un nouveau leader juste en dessous du point de fracture… et les oiseaux se sont assis face à celui-ci de telle manière que, vus de derrière, ils se sont alignés et se sont confondus avec la tige grise ».

### Alimentation et nourriture
Les ibijaux se nourrissent d'insectes volants au crépuscule et la nuit. Leur technique de recherche de nourriture typique consiste à se percher sur une branche et à s'envoler de temps en temps à la manière d'un moucherolle pour attraper un insecte qui passe. Ils volent parfois vers la végétation pour y glaner un insecte avant de retourner à leur perchoir, mais ils ne tentent pas d'obtenir une proie au sol. Les coléoptères constituent une grande partie de leur alimentation, mais ils mangent également des mites, des sauterelles et des termites. Un ibijau jamaïcain a également été trouvé avec un petit oiseau dans son estomac. Après avoir attrapé un insecte, les ibijaux l'avalent tout entier sans le battre ni l'écraser.

### Reproduction
Les ibijaux sont des reproducteurs monogames et les deux parents partagent les responsabilités de l'incubation de l'œuf et de l'élevage du poussin. La famille ne construit aucun nid, mais pond l'œuf unique dans une dépression d'une branche ou au sommet d'une souche pourrie. L'œuf est blanc avec des taches brun-violet. Un parent, souvent le mâle, couve l'œuf pendant la journée, puis les tâches sont partagées pendant la nuit. Les changements pour soulager les parents couveurs et nourrir les poussins sont peu fréquents afin de minimiser l'attention portée au nid, car les ibijaux dépendent entièrement du camouflage pour se protéger et protéger leur site de nidification des prédateurs. Le poussin éclot environ un mois après la ponte et la phase de nidification dure deux mois, une durée considérable pour un oiseau terrestre. Le plumage des ibijaux au nid est blanc et une fois qu'ils sont trop grands pour se cacher sous leurs parents, ils adoptent la même position figée que leurs parents, ressemblant à des touffes de champignons.

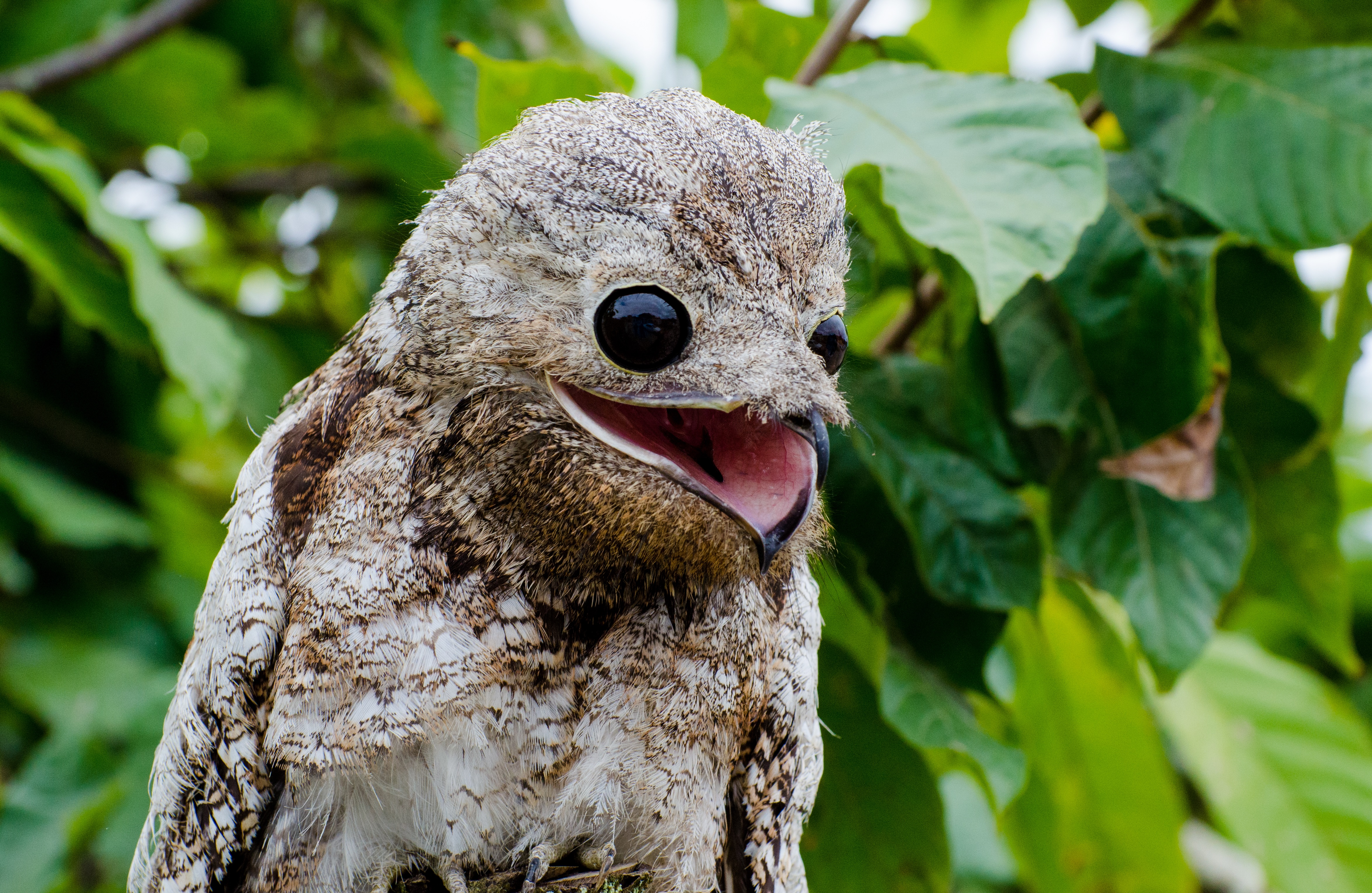
Grand Ibijau, Nyctibius grandis.

### Défense
Les comportements décrits ci-dessus suggèrent que l'ibijau gris adopte différentes stratégies de défense en fonction des circonstances. Pour un ibijau solitaire ou un adulte couvant avec un prédateur potentiel à proximité du nid, l'oiseau tente d'éviter d'être détecté en restant immobile et en s'appuyant sur le camouflage. Si cela n'est pas efficace, l'ibijau sort de sa cachette et tente d'intimider le prédateur en ouvrant grand son bec et ses yeux tout en vocalisant ou s'envole simplement hors de portée. Les prédateurs nocturnes dépendent moins de la vision pour localiser leurs proies, c'est pourquoi une stratégie différente peut être nécessaire la nuit.

## Systématique
L'ordre des Nyctibiiformes a été créé en 2013 par Tamaki Yuri (d), Rebecca T. Kimball (d), John Harshman (d), Rauri C. K. Bowie (d), Michael J. Braun (d), Jena Chojnowski (d), Kin-Lan Han (d), Shannon J. Hackett (d), Christopher J. Huddleston (d), William S. Moore (d),Sushma Reddy (d), Frederick H. Sheldon (d), David William Steadman (d), Christopher C. Witt (d) et Edward Louis Braun (d).
La famille des Nyctibiidae, quant à elle, a été créée en 1851 par Jean-Charles Chenu et Marc Athanase Des Murs.